# Purge the Poison
"Purge the Poison" é uma canção escrita e gravada pela cantora e compositora galesa Marina para seu quinto álbum de estúdio, Ancient Dreams in a Modern Land (2021). Foi lançado como o segundo single do projeto em 14 de abril de 2021, pela Atlantic Records, juntamente com o anúncio do álbum. A música foi produzida por Jennifer Decilveo e previamente lançada por Marina em 2020. Foi promovida através da criação de um site de alerta de notícias chamado AllMyFriendsAreWitches.com. "Purge the Poison" é canção é uma canção pop, electropop e power pop com guitarras pesadas, cantado do ponto de vista da Mãe Natureza. Suas letras pregam sobre uma sociedade melhor, livre do capitalismo, das mudanças climáticas e do patriarcado.
"Purge the Poison" foi destacada pelos críticos musicais, com alguns elogiando sua cativação. Outros o compararam a trabalhos mais antigos de seu catálogo. O videoclipe que acompanha foi lançado simultaneamente com a música e dirigido pela Weird Life Films. Apresenta Marina dançando em um conjunto de roupas coloridas. Uma versão alternativa de "Purge the Poison", com Nadezhda Tolokonnikova do Pussy Riot, foi lançada em 5 de maio.

## Antecedentes e lançamento

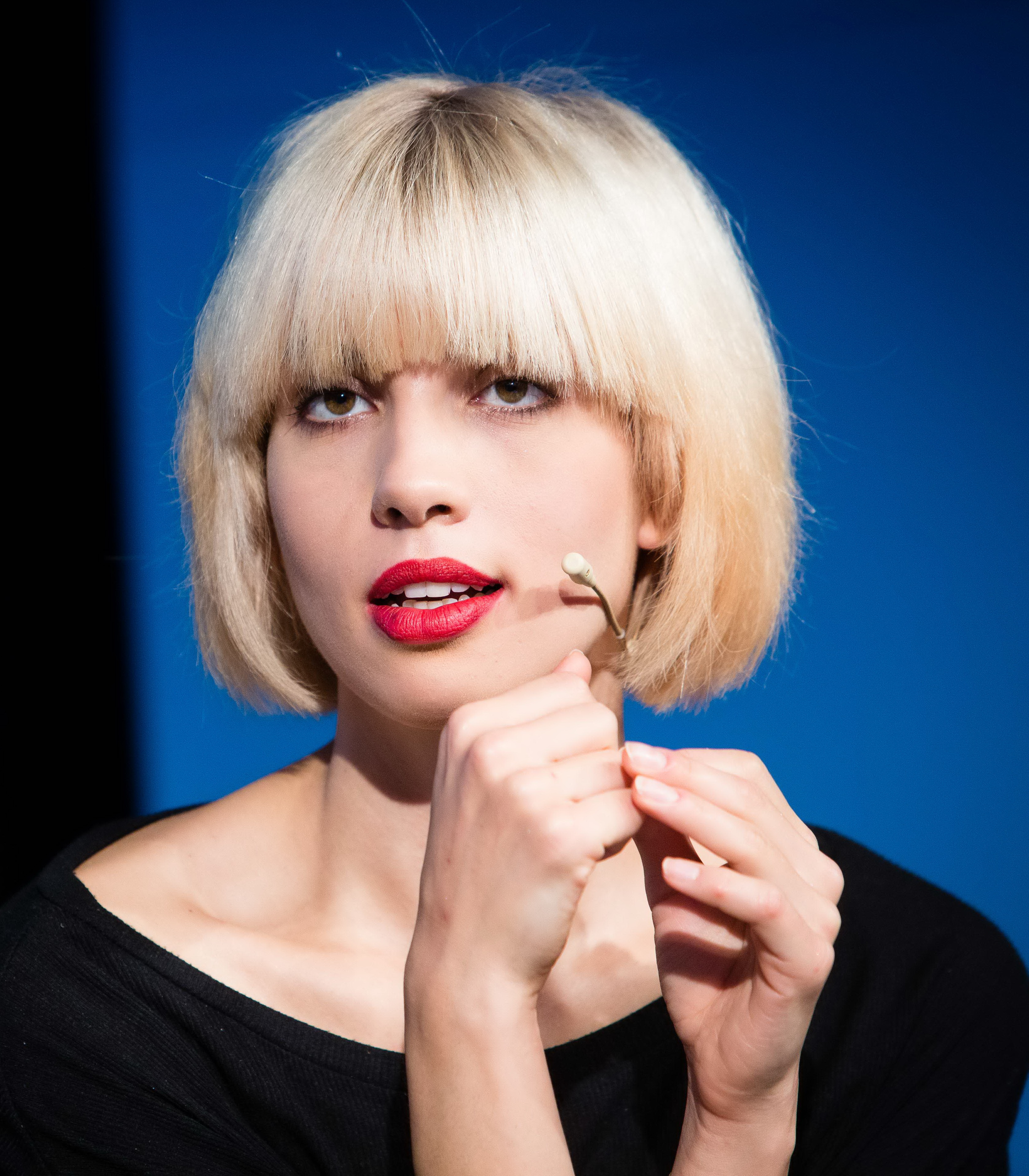
A versão alternativa de "Purge the Poison" apresenta vocais convidados de Nadezhda Tolokonnikova do Pussy Riot (mostrado em 2015).

Em janeiro de 2020, Marina acessou suas contas nas redes sociais, revelando que estava trabalhando em seu quinto álbum de estúdio. Em relação ao projeto, ela expressou desejo de colaborar com uma equipe criativa totalmente feminina, diferente de suas experiências anteriores durante a gravação de seu quarto álbum de estúdio, Love + Fear (2019). Após o lançamento do single principal, "Man's World" em 2020, Marina postou vários teasers de outras canções das sessões de gravação de seu quinto álbum, como "Flowers" e um clipe de uma faixa sobre as plantas armadilhas de Vênus. Anteriormente, em maio de 2020, Marina compartilhou um trecho de uma demo de "Purge the Poison" em sua conta no Twitter, junto com um verso da letra. Ela queria lançar singles para divulgar seu álbum já em abril de 2020, mas mudou os planos após o início da pandemia de COVID-19.
Marina escreveu "Purge the Poison" sozinha, com Jennifer Decilveo atuando como sua única produtora. As duas se conheceram durante um almoço na casa de Marina, com indicação do nome desta última. No The New York Times, Decilveo expressou sua empolgação em trabalhar com outra mulher: "Sou uma das únicas produtoras do sexo feminino no ramo e falávamos a língua uma da outra. Ela é verdadeira e, neste estranho mercado pop, é revigorante ter alguém com letras que vão contra a corrente." Dois dias antes do lançamento da música, Marina lançou um site chamado AllMyFriendsAreWitches.com, onde os fãs podiam inserir seus números de telefone para receber atualizações sobre a música de Marina; foi apoiado pela campanha de hashtag #PurgethePoison, e a música foi anunciada mais tarde naquele dia. Foi lançado oficialmente em 14 de abril de 2021 para download digital e streaming, através da Atlantic Records. O título do quinto álbum, Ancient Dreams in a Modern Land, foi anunciado simultaneamente, junto com uma data de lançamento provisória para 11 de junho de 2021.
Uma versão alternativa oficial de "Purge the Poison", com o grupo russo Pussy Riot, foi lançada em 5 de maio de 2021. Ele contém os vocais convidados da integrante Nadezhda Tolokonnikova, que adiciona um novo verso à música. Sobre seus pensamentos sobre a música original, Tolokonnikova escreveu em um comunicado que ficou "impressionada com [a] faixa" e gostou de como "ela alimenta seu cérebro com as perguntas certas e o encoraja a pensar". Com lançamento previsto para 29 de outubro de 2021, esta é uma edição limitada do single de 7" de "Purge the Poison". O lançamento colorido que brilha no escuro é limitado a 4.000 cópias e contém a versão de Pussy Riot da música como lado B.

## Composição e letra

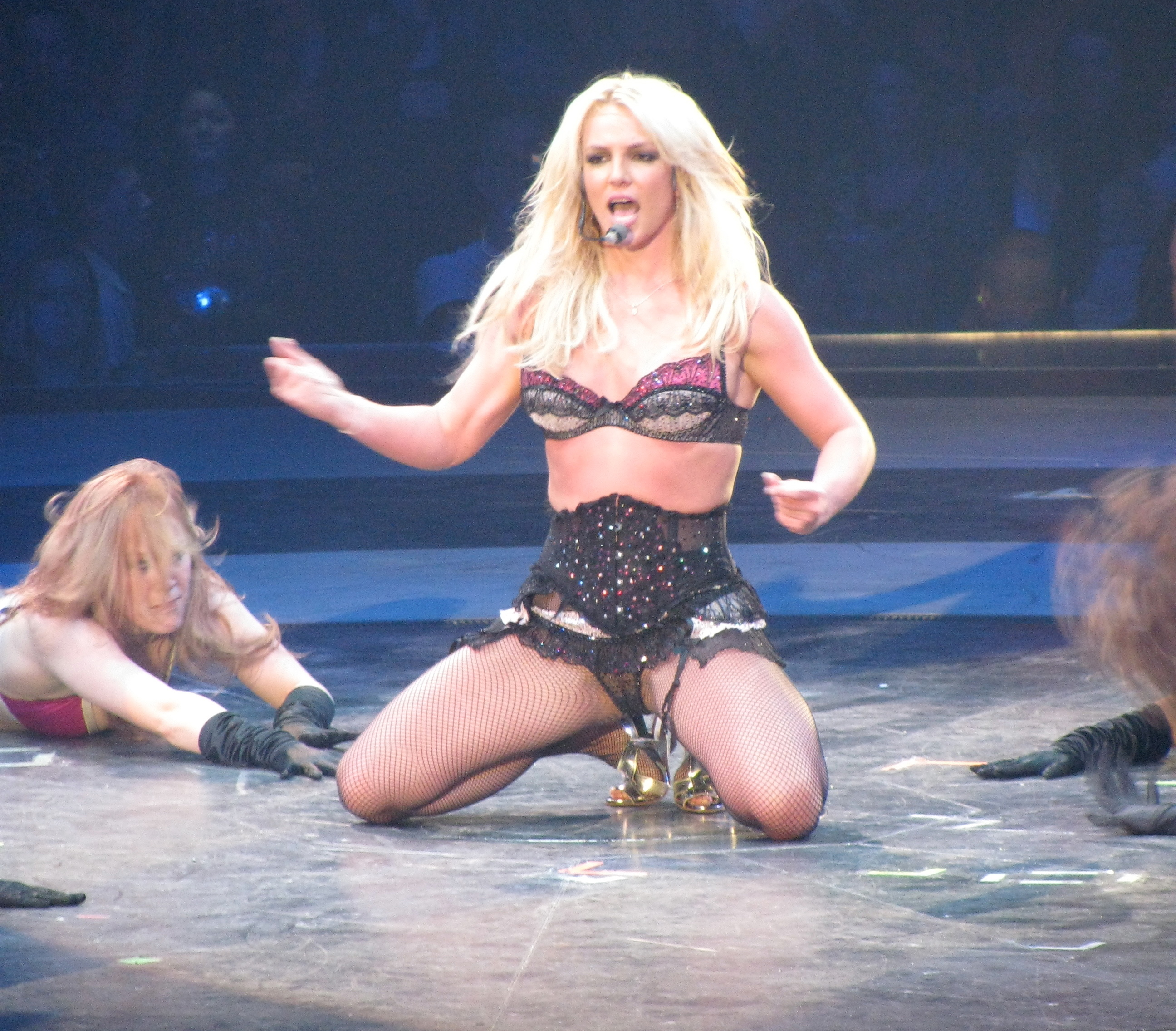
Uma letra de "Purge the Poison" faz referência a um incidente na mídia em 2007, onde Britney Spears (foto) foi fotografada raspando a cabeça.

"Purge the Poison" é uma canção pop, electropop e power pop movida a guitarra. A instrumentação consiste em teclados e sintetizadores executados por Decilveo, bateria de Sam Kauffman-Skloff, baixo de Patrick Kelly e guitarra de David Levita. De acordo com Decilveo, sua produção na música é intencionalmente intensa: "Eu não estava tentando ser legal. Eu sabia que precisava ser um soco na cara." Devido ao uso da música de "riffs vocais teatrais e cordas de hard rock", Joey Nolfi da Entertainment Weekly a chamou de musicalmente semelhante ao material do álbum de estreia de Marina, The Family Jewels (2010). A Official Charts Company também se referiu a "Purge the Poison" como "Marina clássica". Marina alterna entre cantar em "soprano teatral" e "boca atrevida beligerante" durante os versos, que Thomas H. Green, do The Arts Desk, considerou corajosos e banais.
De acordo com Gab Ginsberg da Billboard, "Purge the Poison" é "uma espécie de hino do Dia da Terra", devido à sua letra referente às mudanças climáticas e à salvação do planeta. Marina escreveu a música do ponto de vista da Mãe Natureza, e aborda as expectativas da sociedade em relação ao capitalismo e ao patriarcado. Como Mãe Natureza, ela abre a música, abordando eventos como as guerras nos Estados Unidos e as consequências da pandemia de COVID-19: "O vírus chega, o fogo incendeia / Até que os seres humanos aprendam / De cada desastre / Você não é meu mestre." Outras letras da música fazem referência a eventos memoráveis da cultura popular, como Britney Spears raspando a cabeça em 2007 e o papel de Harvey Weinstein no movimento Me Too.

## Recepção

### Crítica
Dimitra Gurduiala da Atwood Magazine aclamou "Purge the Poison", escrevendo que é a "combinação perfeita" de seus empreendimentos musicais anteriores; ela continuou: "Se já não soubéssemos do que Marina era capaz de fazer, seria difícil acreditar que uma música tão icônica e cativante surgiu lidando com questões sérias que tocam cada um de nós todos os dias." Green também a elogiou, chamando-a sem dúvida de "uma das melhores canções pop do ano". Ahad Sanwari, para V, chamou a música de "o sonho de uma faixa do Guitar Hero" e a rotulou como um de seus novos lançamentos musicais favoritos. Red Dziri do The Line of Best Fit destacou as habilidades vocais de Marina na música, escrevendo que ela "confronta a turbulência com facilidade e consegue cada palavra, apesar da ameaça constante de ser derrubada por uma neurose instrumental".
Por outro lado, Abigail Firth do Dork referiu-se a "Purge the Poison" como o "maior passo em falso" de Ancient Dreams in a Modern Land; ela chamou a música de "muito exagerada" e inferior às faixas circundantes "Venus Fly Trap" e "Man's World".

### Comercial
Em novembro de 2021, de acordo com a Official Charts Company, "Purge the Poison" alcançou a posição 14 na parada de vendas de singles, que classifica as canções mais vendidas da semana. Também alcançou o número 3 na parada de singles físicos e foi a entrada de singles de vinil de melhor desempenho em sua semana de estreia, tornando-se o primeiro esforço de Marina em primeiro lugar na parada.

## Vídeo musical
O videoclipe de "Purge the Poison" foi idealizado por Marina e Weird Life Films, o diretor do videoclipe. Apresenta Marina vestindo um conjunto de roupas coloridas e brilhantes. Charlotte Krol da NME chamou de vídeo trippy.

## Faixas e formatos
| - vinil de 7 polegadas 1. "Purge the Poison" – 3:17 2. "Purge the Poison" (com Pussy Riot) – 3:15 - Digital download/streaming 1. "Purge the Poison" – 3:16 | - Digital download/streaming – com Pussy Riot 1. "Purge the Poison" (com Pussy Riot) – 3:15 - Streaming – edição Spotify (EP) 1. "Purge the Poison" – 3:17 2. "Man's World" – 3:28 |

## Créditos e pessoal

### Canção
Créditos adaptados do Tidal.
| - Marina Diamandis — vocais, compositora - Jennifer Decilveo — produção, produção adicional, engenharia, gravação, programação de bateria, teclados, sintetizador - Andrew Lappin — engenharia, gravação - Greg Calbi — masterização | - John O'Mahony — mixagem - James Flannigan — produção vocal - Matt Harris — edição de voz - Patrick Kelly — baixo - Sam Kauffman-Skloff — bateria - David Levita — guitarra |

### Vídeo de música
Créditos adaptados da conta do YouTube da Marina.
| - Weird Life Films — diretor, conceito - Marina Diamandis — conceito - Erin Boyle — produtora - Anthony Pedone — produtor, oficial de conformidade COVID - Laura Gordon — produtora executiva - Jackson James — produtor executivo, diretor de fotografia - Ryan Ohm — produtor executivo, edição e cor, VFX - Rick Gorge — efeitos visuais | - Trevor Joseph Newton — comissário de vídeo - Paul Deorio — gaffer - Michael Suraci — aperto chave - Justin Ryan Brown — direção de arte - Anthony Nguyen — maquiador - Rena Calhoun — cabeleireira - Mercedes Natalia — estilista de guarda-roupa - Oscar Lima — designer de guarda-roupa personalizado - Matt Garland — PA |

## Desempenho nas tabelas musicais

### Posições
| Tabela musical (2021) | Melhor posição |
| --------------------- | -------------- |
| Reino Unido (OCC)     | 14             |

## Histórico de lançamento
| Região         | Data                  | Formato                    | Versão     | Gravadora | Ref.   |
| -------------- | --------------------- | -------------------------- | ---------- | --------- | ------ |
| Várias         | 14 de abril de 2021   | Download digital streaming | Original   | Atlantic  | [ 26 ] |
| Estados Unidos | 14 de abril de 2021   | Streaming                  | EP Spotify | Atlantic  | [ 28 ] |
| Várias         | 5 de maio de 2021     | Download digital streaming | Pussy Riot | Atlantic  | [ 27 ] |
| Várias         | 29 de outubro de 2021 | Vinil de 7 polegadas       | Original   | Atlantic  | [ 10 ] |